# 施桥镇 (扬州市)
施桥镇，是中华人民共和国江苏省扬州市邗江区下辖的一个乡镇级行政单位。

## 行政区划
施桥镇下辖以下地区：
东营门社区居委、六圩社区、滨江花园社区、扬子新苑社区、横东村、永顺村、六圩村、普照村、共和村、汪家村、耿管营村、施桥村、马桥村、孙集村和扬子村。